# Малышевы
Малышевы — русский дворянский род.
Предки их жалованы поместьями в 1671 и других годах. Род Малышевых внесён в VI часть родословных книг Смоленской, Тверской и Курской (происходящих от Гавриила Ивановича Малышева) губерний.

## Описание герба
Щит разделён горизонтально на две части, из коих в верхней в голубом поле изображён золотой крест. В нижней части в красном поле крестообразно положены две золотые шпаги, остриями вверх (изм. польский герб Пелец).
Щит увенчан дворянскими шлемом и короной. Нашлемник: три страусовых пера. Намёт на щите голубой, подложенный золотом. Герб рода Малышевых внесён в Часть 5 Общего гербовника дворянских родов Всероссийской империи, стр. 109.

## Известные представители
- Малышев Роман Кузьмин — московский дворянин (1658—1668), походный московский дворянин царицы Натальи Кирилловны (1676—1677)
- Малышев Пимен Гаврилович — стряпчий (1682).
- Малышев Гаврила Гаврилович Большой — московский дворянин (1692)[2].